# Île Cliff
L'île Cliff (en anglais Cliff Island) est une des îles Malouines (Falkland Islands).